# Karadaguru, Bangarapet
Karadaguru là một làng thuộc tehsil Bangarapet, huyện Kolar, bang Karnataka, Ấn Độ.